# Savages (Theory of a Deadman)
| Recensione        | Giudizio |
| ----------------- | -------- |
| Allmusic          |          |
| Evigshed          |          |
| Revolver Magazine | 3/5      |
| Planet Mosh       |          |

Savages è il quinto album in studio del gruppo post-grunge canadese Theory of a Deadman.

## Tracce
1. Drown – 3:41
2. Blow – 3:35
3. Savages (feat. Alice Cooper) – 3:33
4. Misery of Mankind – 3:23
5. Salt in the Wound – 3:38
6. Angel – 3:22
7. Heavy – 3:02
8. Panic Room – 3:14
9. The One – 3:58
10. Livin' My Life Like a Country Song (feat. Joe Don Rooney) – 3:20
11. World War Me – 3:14
12. In Ruins – 3:19
13. The Sun Has Set On Me – 5:20

## Formazione
- Tyler Connolly - voce, chitarra
- Dave Brenner - chitarra
- Dean Back - basso
- Joey Dandeneau - batteria